# 군산 발산리 구 일본인 농장 창고
군산 발산리 구 일본인 농장 창고(群山 鉢山里 舊 日本人 農場 倉庫)는 대한민국 전북특별자치도 군산시 개정면 발산리에 있는 건축물이다. 2005년 6월 18일 대한민국의 국가등록문화재 제182호로 지정되었다.

## 개요
이 건물은 군산 지역의 일본인 대지주가 귀중품을 보관하기 위해 철근 콘크리트조로 견고하게 지었다. 입구에는 미국에서 들여온 철제 금고문이 달려 있고 창문에는 이중 잠금 장치가 되어 있다. 이러한 형태 때문에 한국전쟁 때에는 군산에 주둔한 인민군들이 옥구 지역 우익인사들을 감금하는 데 사용되기도 하였다. 현금과 서류뿐만 아니라 일본인 대지주가 불법 수집한 수많은 한국의 서화와 도자기 등 골동품을 보관하던 건물로, 일본인이 자행한 수탈의 역사를 잘 간직하고 있다.

## 의의와 평가
군산 발산리 구 일본인 농장 창고는 군산에서 수탈을 통해 부를 축적하고 문화재를 수집한 일본인들이 귀중품을 보관하기 위해 지은 건축물로 대규모 농장을 중심으로 농업에서의 수탈이 가장 심했던 전라북도 및 군산 지역 근대사를 잘 보여주고 있는 건축물이다.

## 참고 자료
- 군산 발산리 구 일본인 농장 창고 - 국가유산청 국가유산포털
- 군산 발산리 구 일본인 농장 창고 - 향토문화전자대전